# Zoilo
Zoilo (en griego antiguo, Ζωΐλος; c. 400 a. C. - 320 a. C.) fue un gramático griego, filósofo cínico y crítico literario de Anfípolis, en Macedonia.

## Censor de Homero
Originariamente parece que Zoilo era el nombre de un gramático que había criticado a Homero severamente. Varios autores griegos y romanos lo citaron, aunque resta aclarar si los muy diversos detalles y acciones que se le atribuyen pertenecen a una o varias personas realmente.
Las alegorías homéricas le imputan calumnias, sacrilegios y lo tratan de vil esclavo universalmente aborrecido o despreciado: este testimonio sería el más antiguo si fuera realmente de Heráclides Póntico, a quien se le han atribuido las alegorías durante mucho tiempo, aunque erróneamente.
Los libros de retórica y crítica de Dionisio de Halicarnaso proveen textos más autentificables en los que Zoilo no es tratado tan vejatoriamente. En este caso se habla de él como alumno de Polícrates de Samos y con Anaxímenes como discípulo, tomando a Lisias de modelo. Así figura entre los oradores de segundo nivel, cuya elocuencia es muy estimada en la Atenas clásica. Dionisio homenajea con moderación la imparcialidad de las apreciaciones de Zoilo sobre los escritos de Platón. Hace mención asimismo de su crítica a los poemas de Homero, pero sin calificarla. 
Estrabón le reprocha en su Geografía a Zoilo, ahora apodado por él Homeromastix (el azote de Homero en griego), el haber trasladado el río Alfeo a la isla de Ténedos y declara que tal desprecio es imperdonable para un hombre que se arroga el derecho a juzgar la Odisea y la Ilíada. Algunas líneas de Plutarco dan lugar a pensar que Demóstenes habría recibido lecciones e incluso seguido las arengas de Zoilo. 
Galeno reprocha expresamente al censor de Homero, comparándolo a Salmoneo, rival insensato de Júpiter y lo acusa de haber llevado la extravagancia a su extremo dándole latigazos a la estatua de Aquiles. Sin embargo, puede ser que se trate de mero lenguaje figurado con el fin de ultrajar la memoria y el genio del poeta. 
Como la mayor parte de autores, Vitrubio y Suidas emplazan el nacimiento de Zoilo en Anfípolis, pero Eustacio de Capadocia, entre otros, lo hacen en Éfeso.
Con fina ironía y para escarnio de pedantes, Cervantes lo incluyó en prólogo del Quijote: "De todo esto ha de carecer mi libro, porque ni tengo qué acotar en el margen, ni qué anotar en el fin, ni menos sé qué autores sigo en él, para ponerlos al principio, como hacen todos, por las letras del A B C, comenzando en Aristóteles y acabando en Xenofonte y en Zoilo o Zeuxis, aunque fue maldiciente el uno y pintor el otro".

## Obras
Se le atribuyen nueve libros de críticas homéricas, un discurso contra Isócrates, un análisis de varios diálogos de Platón, una historia de Anfípolis en tres libros, una historia general desde la teogonía hasta Filipo, rey de Macedonia, un elogio a los habitantes de la isla de Ténedos, un tratado gramatical y una retórica.

## Fuente
«Zoïle», en Louis-Gabriel Michaud, Biographie universelle ancienne et moderne : histoire par ordre alphabétique de la vie publique et privée de tous les hommes avec la collaboration de plus de 300 savants et littérateurs français ou étrangers, 2.ª edición, 1843-1865.